# Metachrostis orientis
Metachrostis orientis là một loài bướm đêm trong họ Erebidae.